# Dasanapura, Heggadadevankote
Dasanapura là một làng thuộc tehsil Heggadadevankote, huyện Mysore, bang Karnataka, Ấn Độ.